# دنيس لويس
دنيس لويس (بالإنجليزية: Dennis Lewis)‏ (21 أبريل 1925 في المملكة المتحدة - 1 نوفمبر 1996 في المملكة المتحدة) هو لاعب كرة قدم ويلزي في مركز نصف الجناح. لعب مع سوانزي سيتي ونادي توركي يونايتد.